# Ancylorhynchus gummigutta
Ancylorhynchus gummigutta är en tvåvingeart som först beskrevs av Becker 1906.  Ancylorhynchus gummigutta ingår i släktet Ancylorhynchus och familjen rovflugor.
Artens utbredningsområde är Marocko. Inga underarter finns listade i Catalogue of Life.